# Jean-Baptiste Croizet
Jean-Baptiste Croizet (* 12. Januar 1787 in Cournon, Puy-de-Dôme; † 5. April 1859) war ein französischer Geistlicher und Paläontologe.

## Leben
Croizet war Pfarrer in Neschers (Kanton Champeix). Er unternahm paläontologische und geologische Untersuchungen in der Umgebung seiner Pfarrerei in der Auvergne (unter anderem am Puy de Dôme) und korrespondierte mit Naturforschern wie Georges Cuvier, von dem er gefördert und beraten wurde, Alexandre Brongniart und Étienne Geoffroy Saint-Hilaire. Mit seinem Freund Antoine Claude Gabriel Jobert entdeckte und beschrieb er 1828 eine reichhaltige tertiäre Fossilfauna (Villafranchium, Pliozän), die Cuvier begutachtete (mit Resten von Hirschen, Elefanten, Flusspferden, Tapiren, Pferden, Mastodonten, Nashörnern, Bären, Tigern, Hyänen, Bibern, Ottern, Rindern u. a.). Da keine marinen Einflüsse erkennbar waren und auch keine Spur von menschlichem Einfluss ordneten sie sie nicht einem Dilluvium zu (entsprechend damaligen Vorstellungen einer Sintflut), wie dies noch William Buckland bei seinen Fossilfunden in den Höhlen von Kirkland in Yorkshire gemacht hatte. In ihrem Buch von 1828 gelangen Jobert und Crouzet eine Reihe von Erstbeschreibungen fossiler Säuger.
Er ist auch als Archäologe bekannt: Zwischen 1830 und 1848 entdeckte er ein 14.000 Jahre altes Rentier-Geweih mit eingeritztem Pferd. Es ist heute im Natural History Museum in London, wo es lange (bis etwa 2010) nicht beachtet wurde.

## Schriften
- mit A. C. G. Jobert: Recherches sur les ossemens fossiles du département du Puy-de-Dôme, 1828 (Cuvier gewidmet)
- Observations générales sur la géologie et la paléontologie, Clermont-Ferrand 1853